# Arondismentul Lyon
Arondismentul Lyon (în franceză Arrondissement de Lyon) este un arondisment din departamentul Métropole de Lyon, regiunea Rhône-Alpes, Franța.

## Subdiviziuni

### Cantoane
- Cantonul L'Arbresle
- Cantonul Bron
- Cantonul Caluire-et-Cuire
- Cantonul Condrieu
- Cantonul Décines-Charpieu
- Cantonul Écully
- Cantonul Givors
- Cantonul Irigny
- Cantonul Limonest
- Cantonul Lyon-I
- Cantonul Lyon-II
- Cantonul Lyon-III
- Cantonul Lyon-IV
- Cantonul Lyon-V
- Cantonul Lyon-VI
- Cantonul Lyon-VII
- Cantonul Lyon-VIII
- Cantonul Lyon-IX
- Cantonul Lyon-X
- Cantonul Lyon-XI
- Cantonul Lyon-XII
- Cantonul Lyon-XIII
- Cantonul Lyon-XIV
- Cantonul Meyzieu
- Cantonul Mornant
- Cantonul Neuville-sur-Saône
- Cantonul Oullins
- Cantonul Rillieux-la-Pape
- Cantonul Saint-Fons
- Cantonul Saint-Genis-Laval
- Cantonul Saint-Laurent-de-Chamousset
- Cantonul Saint-Priest
- Cantonul Saint-Symphorien-d'Ozon
- Cantonul Saint-Symphorien-sur-Coise
- Cantonul Sainte-Foy-lès-Lyon
- Cantonul Tassin-la-Demi-Lune
- Cantonul Vaugneray
- Cantonul Vaulx-en-Velin
- Cantonul Villeurbanne-Centre
- Cantonul Villeurbanne-Nord
- Cantonul Villeurbanne-Sud
- Cantonul Vénissieux-Nord
- Cantonul Vénissieux-Sud

### Comune
| 1. Albigny-sur-Saône (69003)           | 2. Ampuis (69007)                       | 3. L'Arbresle (69010)                     | 4. Aveize (69014)                       |
| 5. Bessenay (69021)                    | 6. Bibost (69022)                       | 7. Brignais (69027)                       | 8. Brindas (69028)                      |
| 9. Bron (69029)                        | 10. Brullioles (69030)                  | 11. Brussieu (69031)                      | 12. Bully (69032)                       |
| 13. Cailloux-sur-Fontaines (69033)     | 14. Caluire-et-Cuire (69034)            | 15. Chambost-Longessaigne (69038)         | 16. Champagne-au-Mont-d'Or (69040)      |
| 17. La Chapelle-sur-Coise (69042)      | 18. Chaponnay (69270)                   | 19. Chaponost (69043)                     | 20. Charbonnières-les-Bains (69044)     |
| 21. Charly (69046)                     | 22. Chassagny (69048)                   | 23. Chasselay (69049)                     | 24. Chassieu (69271)                    |
| 25. Chaussan (69051)                   | 26. Chevinay (69057)                    | 27. Les Chères (69055)                    | 28. Civrieux-d'Azergues (69059)         |
| 29. Coise (69062)                      | 30. Collonges-au-Mont-d'Or (69063)      | 31. Colombier-Saugnieu (69299)            | 32. Communay (69272)                    |
| 33. Condrieu (69064)                   | 34. Corbas (69273)                      | 35. Courzieu (69067)                      | 36. Couzon-au-Mont-d'Or (69068)         |
| 37. Craponne (69069)                   | 38. Curis-au-Mont-d'Or (69071)          | 39. Dardilly (69072)                      | 40. Dommartin (69076)                   |
| 41. Duerne (69078)                     | 42. Décines-Charpieu (69275)            | 43. Feyzin (69276)                        | 44. Fleurieu-sur-Saône (69085)          |
| 45. Fleurieux-sur-l'Arbresle (69086)   | 46. Fontaines-Saint-Martin (69087)      | 47. Fontaines-sur-Saône (69088)           | 48. Francheville (69089)                |
| 49. Genas (69277)                      | 50. Genay (69278)                       | 51. Givors (69091)                        | 52. Grigny (69096)                      |
| 53. Grézieu-la-Varenne (69094)         | 54. Grézieu-le-Marché (69095)           | 55. Les Haies (69097)                     | 56. Les Halles (69098)                  |
| 57. Haute-Rivoire (69099)              | 58. Irigny (69100)                      | 59. Jonage (69279)                        | 60. Jons (69280)                        |
| 61. Larajasse (69110)                  | 62. Lentilly (69112)                    | 63. Limonest (69116)                      | 64. Lissieu (69117)                     |
| 65. Loire-sur-Rhône (69118)            | 66. Longes (69119)                      | 67. Longessaigne (69120)                  | 68. Lyon (69123)                        |
| 69. Marcilly-d'Azergues (69125)        | 70. Marcy-l'Étoile (69127)              | 71. Marennes (69281)                      | 72. Messimy (69131)                     |
| 73. Meys (69132)                       | 74. Meyzieu (69282)                     | 75. Millery (69133)                       | 76. Mions (69283)                       |
| 77. Montagny (69136)                   | 78. Montanay (69284)                    | 79. Montromant (69138)                    | 80. Montrottier (69139)                 |
| 81. Mornant (69141)                    | 82. La Mulatière (69142)                | 83. Neuville-sur-Saône (69143)            | 84. Nuelles (69144)                     |
| 85. Orliénas (69148)                   | 86. Oullins (69149)                     | 87. Pierre-Bénite (69152)                 | 88. Poleymieux-au-Mont-d'Or (69153)     |
| 89. Pollionnay (69154)                 | 90. Pomeys (69155)                      | 91. Pusignan (69285)                      | 92. Quincieux (69163)                   |
| 93. Rillieux-la-Pape (69286)           | 94. Riverie (69166)                     | 95. Rochetaillée-sur-Saône (69168)        | 96. Rontalon (69170)                    |
| 97. Sain-Bel (69171)                   | 98. Saint-André-la-Côte (69180)         | 99. Saint-Andéol-le-Château (69179)       | 100. Saint-Bonnet-de-Mure (69287)       |
| 101. Saint-Clément-les-Places (69187)  | 102. Saint-Cyr-au-Mont-d'Or (69191)     | 103. Saint-Cyr-sur-le-Rhône (69193)       | 104. Saint-Didier-au-Mont-d'Or (69194)  |
| 105. Saint-Didier-sous-Riverie (69195) | 106. Saint-Fons (69199)                 | 107. Saint-Genis-Laval (69204)            | 108. Saint-Genis-l'Argentière (69203)   |
| 109. Saint-Genis-les-Ollières (69205)  | 110. Saint-Germain-au-Mont-d'Or (69207) | 111. Saint-Germain-sur-l'Arbresle (69208) | 112. Saint-Jean-de-Touslas (69213)      |
| 113. Saint-Julien-sur-Bibost (69216)   | 114. Saint-Laurent-d'Agny (69219)       | 115. Saint-Laurent-de-Chamousset (69220)  | 116. Saint-Laurent-de-Mure (69288)      |
| 117. Saint-Laurent-de-Vaux (69221)     | 118. Saint-Martin-en-Haut (69227)       | 119. Saint-Maurice-sur-Dargoire (69228)   | 120. Saint-Pierre-de-Chandieu (69289)   |
| 121. Saint-Pierre-la-Palud (69231)     | 122. Saint-Priest (69290)               | 123. Saint-Romain-au-Mont-d'Or (69233)    | 124. Saint-Romain-en-Gal (69235)        |
| 125. Saint-Romain-en-Gier (69236)      | 126. Saint-Sorlin (69237)               | 127. Saint-Symphorien-d'Ozon (69291)      | 128. Saint-Symphorien-sur-Coise (69238) |
| 129. Sainte-Catherine (69184)          | 130. Sainte-Colombe (69189)             | 131. Sainte-Consorce (69190)              | 132. Sainte-Foy-l'Argentière (69201)    |
| 133. Sainte-Foy-lès-Lyon (69202)       | 134. Sarcey (69173)                     | 135. Sathonay-Camp (69292)                | 136. Sathonay-Village (69293)           |
| 137. Savigny (69175)                   | 138. Simandres (69295)                  | 139. Solaize (69296)                      | 140. Soucieu-en-Jarrest (69176)         |
| 141. Sourcieux-les-Mines (69177)       | 142. Souzy (69178)                      | 143. Sérézin-du-Rhône (69294)             | 144. Taluyers (69241)                   |
| 145. Tassin-la-Demi-Lune (69244)       | 146. Ternay (69297)                     | 147. Thurins (69249)                      | 148. La Tour-de-Salvagny (69250)        |
| 149. Toussieu (69298)                  | 150. Trèves (69252)                     | 151. Tupin-et-Semons (69253)              | 152. Vaugneray (69255)                  |
| 153. Vaulx-en-Velin (69256)            | 154. Vernaison (69260)                  | 155. Villechenève (69263)                 | 156. Villeurbanne (69266)               |
| 157. Vourles (69268)                   | 158. Vénissieux (69259)                 | 159. Yzeron (69269)                       | 160. Échalas (69080)                    |
| 161. Écully (69081)                    | 162. Éveux (69083)                      |                                           |                                         |